# André-François Marescotti
Pour les articles homonymes, voir Marescotti.
André-François Marescotti, né le 30 avril 1902 à Carouge  et mort le 18 mai 1995 à Genève, est un compositeur suisse, né d’un père italien et d’une mère savoyarde.

## Biographie
Après avoir suivi des études musicales à Genève et Paris où il fut l’élève de Jean Roger-Ducasse, il devient organiste à Compesières en 1921, puis professeur au conservatoire en 1931. En tant que compositeur, il est récompensé par le prix de composition de la ville de Genève en 1963.

## À noter
André-François Marescotti a écrit une pièce pour piano, Fantasque, à la demande d’Arturo Benedetti Michelangeli.